# Buzzov•en
Buzzov•en is een sludgemetalband uit North Carolina, geformeerd in 1990 door Kirk Fisher, Fred 'Fuzzy' Hutch en Scott Majors. Ze worden beschouwd als de mede-oprichter van het genre.

## Bezetting
Oprichters
- Kirk Fisher (zang, gitaar)
- Fred 'Fuzzy' Hutch (basgitaar)
- Scott Majors (drums)

Huidige bezetting
- Kirk Fisher (zang, gitaar)
- Ramzi Ateyeh (drums)
- Dave 'Dixie' Collins (basgitaar)
- Mike 'Sleepy' Floyd (gitaar)

Voormalige leden
- Brian Hill (basgitaar)
- Ashley Williamson (drums)
- Buddy Apostolis (gitaar)
- Dennis Woolard (gitaar)
- Johnny Brito (gitaar)
- Craig Baker (gitaar)
- Mykull Davidson (sampler)

## Geschiedenis
Kirk Fisher is het enige continue lid van de band, die bekend staat om hun agressieve optredens. In de beginjaren werkte Fisher als autowasser om zijn dagelijks leven te financieren en de activiteiten van de band te garanderen. De oorspronkelijk uit Charlotte afkomstige eerste formatie van de band speelde in verschillende clubs in hun geboorteplaats en werd verbannen uit bijna alle locaties vanwege hun agressieve optredens, met de vernietiging van apparatuur en meubilair, evenals gevechten met gasten en medewerkers van de clubs. Fisher beschrijft de optredens als therapeutische ervaringen, zonder welke hij elke avond betrokken zou zijn bij bargevechten.
Als reactie op het uitgebreide huisverbod, dat dicht bij een verbod tot optreden kwam, verhuisde de band medio jaren 1990 naar Richmond. Daar zag Fisher voor zichzelf en Buzzov•en een levendiger circuit, overeenkomend met hun eigen muzikale ideeën, met betere mogelijkheden tot spelen. In de daaropvolgende carrière van de band ontbond Fischer Buzzov•en verschillende keren en kort daarna verscheen hij opnieuw met nieuwe muzikanten onder dezelfde naam.
In 1994 tekende Buzzov•en een contract bij Roadrunner Records. Het album To a Frown dat daar werd uitgebracht, werd geproduceerd door Billy Anderson (EyeHateGod, The Melvins, Mr. Bungle). Fisher omschrijft het contract en het uitbrengen van het album, dat via Roadrunner werd uitgebracht, als het moment waarop hij de controle over zijn leven verloor. Fisher, die eerder verschillende drugs had gebruikt, werd meermaals afhankelijk van de stof en deed er meer dan tien jaar over om clean te worden.
In 1999, na de tournee voor het derde studioalbum ...At a Loss, ontbond Fisher Buzzov•en opnieuw en concentreerde hij zich op het alternatieve country- en bluesproject K. Lloyd and the Disciples, waarbij Jimmy Bower en Brian Patton van EyeHateGod waren betrokken. Nadat Fishers vriend Bower terugkwam van een EyeHateGod-tournee, besloot Fisher Buzzov•en opnieuw te activeren. In het bijzonder vragen van fans bij EyeHateGod-concerten over Buzzov•en en een mogelijke reünie zorgden ervoor dat Fisher een nieuwe start maakte in de meest populaire bezetting met Ramzi Ateyeh en Dave 'Dixie' Collins. In 2014 annuleerde Fisher verschillende optredens, onder meer op het Roadburn Festival met Buzzov•en en K. Lloyd and the Disciples, nadat hij de diagnose bipolaire stoornis kreeg en psychotherapie onderging.

## Stijl
Buzzov•en werd met EyeHateGod en Crowbar genoemd als initiatiefnemers van de sludge, wat geluid betreft zijn ze voornamelijk gerelateerd aan EyeHateGod. Hun muziek pikt echter invloeden op van crustcore en noise. Samples, achtergrondgeluiden en geluidscollages zijn vaak te vinden op de publicaties van de band. Het conceptuele totaalgeluid van de band wordt omschreven als sludge metal met een voorliefde voor noise en de moed om te experimenteren.
De gitaren zijn krakend tot overstuurt opgenomen. De zang van Fisher wordt meestal vergeleken met de zang van Mike Williams voor EyeHateGod en worden beschreven als gutturaal geschreeuw. Martin Popoff ontdekte in zijn boek The Collector's Guide of Heavy Metal Volume 3: The Nineties dat de songs op Sore vol verontrustende geluiden en misleidende samples zaten. De band is vergelijkbaar met antimusical zoals Venom in de jaren 1990 was. Popoff vond ook dat de publicatie goed zou passen bij de catalogus van het label van Trent Reznor. Tim Wölke van Metal Hammer vond Sore geen muziek, maar eerder een gebroken mix van ultrabrutalo riffs, noise-pain storms en wildste grunt-chokes.

## Discografie
- 1991: Buttrash (demo, eigen verkoop)
- 1991: Stereonucleosis Comes to Your House (split-ep met Antischism, Unheard en Tolerance, Stereonucleosis Records)
- 1992: Hate Box (ep, Kirbdog Records)
- 1992: Wound (ep, Allied Recordings)
- 1993: To a Frown (album, Allied Recordings)
- 1994: Sore (album, Roadrunner Records)
- 1994: Unwilling to Explain (ep, Allied Recordings)
- 1994: Paintime Grit (ep, Allied Recordings)
- 1994: I Don’t Need/Wifebeater (split-ep met God and Texas, Kustom Kitchen Records)
- 1996: Another Day in the Lost Lives of… (split-ep met Sourvein, Mudflap Records)
- 1997: Useless/ Never Again (single, Reptilian Records)
- 1997: Hot Rock Action Vol.3! (split-ep mit Haberdasher, The Spitters und Behind Closed Doors, Reptilian Records)
- 1997: The Gospel According… II (ep, Allied Recordings)
- 1998: …At a Loss (album, Off The Records)
- 2005: Welcome to Violence (compilatie, Alternative Tentacles)
- 2010: Violence From The Vault (compilatie, Relapse)
- 2011: Revelation: Sick Again (album, Hydra Head Records)